# Córrego da Traição
O córrego da Traição é um curso d'água do município de São Paulo, no estado de São Paulo, no Brasil. Ele deságua no rio Pinheiros, próximo à Usina Elevatória de Traição. Atualmente, encontra-se canalizado. Sobre ele, foi construída a Avenida dos Bandeirantes.

## História
O único caminho que ligava o povoado de Santo Amaro à cidade de São Paulo cruzava o curso d'água hoje denominado córrego da Traição, no qual postavam-se bandidos que assaltavam as caravanas de burros que por ali passavam.

## Etimologia
Em uma das possíveis origens do nome do córrego, ele teria sido dado em função do bandeirante Borba Gato (1649-1718) ter supostamente sofrido uma emboscada armada no local por seu próprio filho, em razão de maus-tratos sofridos por este pelo pai.
Outra hipótese diz que o córrego da Traição ganhou esse nome em razão de um assassinato. Dois portugueses, compadres entre si e sócios em negócios, teriam tido desavenças e um teria matado o outro numa emboscada perto da nascente do córrego, no alto da atual avenida dos Bandeirantes. No local, já houve uma padaria com o curioso nome de "Rainha da Traição", onde, posteriormente foi instalada uma lanchonete da Rede Graal.